# Милорад Чавич
Милорад Чавич  (серб. Милорад Чавић, 31 травня 1984) — сербський плавець, олімпійський медаліст.

## Виступи на Олімпіадах
| Олімпіада   | Дисципліна                            | Місце   |
| ----------- | ------------------------------------- | ------- |
| Сідней 2000 | плавання на 100 метрів на спині       | 42      |
| Сідней 2000 | плавання на 100 метрів, батерфляй     | AC r1/2 |
| Афіни 2004  | плавання на 50 метрів вільним стилем  | 31      |
| Афіни 2004  | плавання на 100 метрів вільним стилем | 19      |
| Афіни 2004  | плавання на 100 метрів, батерфляй     | 16      |
| Пекін 2008  | плавання на 100 метрів вільним стилем | 17      |
| Пекін 2008  | плавання на 100 метрів, батерфляй     | 2       |